# Charles Duveyrier

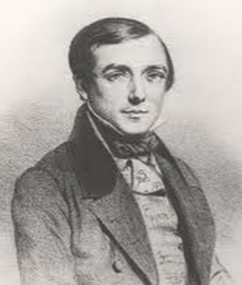
Charles Duveyrier.

Charles Duveyrier, född den 12 april 1803 i Paris, död där den 10 november 1866, var en fransk författare. Han var son till Honoré-Nicolas-Marie Duveyrier, halvbror till Anne-Honoré-Joseph Duveyrier och far till Henri Duveyrier.
Duveyrier utvecklade en mångsidig verksamhet som journalist och författade därjämte stycken för teatern, dels ensam: Faute de s'entendre (1838; "Förstå hvarandra!", uppförd 1849), dels i förening med Scribe: Oscar (1842; "En otrogen man", 1843) och Les vêpres siciliennes (1855), dels i förening med sin bror: Michel Perrin ou l'espion sans le savoir (1834; "Michel Perrin, eller polisspionen utan att veta det", uppförd 1838), Clifford le voleur (1835; "Paul Clifford", uppförd 1837) och La meunière de Marly (1840; "Qvarnen vid Marly, eller Den vackra arrendatorskan", uppförd 1844) med flera. 
Mest är Duveyrier känd såsom anhängare av saint-simonismen. För att bidraga till denna läras utbredning utgav han flera skrifter. Även hans socialpolitiska skrift L'avenir et les Bonaparte (1864) väckte mycket uppseende.